# 岩手県道118号ほっとゆだ停車場線
岩手県道118号ほっとゆだ停車場線（いわてけんどう118ごう ほっとゆだていしゃじょうせん）は、岩手県和賀郡西和賀町を通る一般県道である。

## 概要
ほっとゆだ駅北東へ進み、北上線と交差後に国道107号交点に至る短距離路線である。
ほっとゆだ駅は1991年（平成3年）6月20日に駅名を陸中川尻駅から改称したが、県道名の変更は2005年（平成17年）11月1日の西和賀町発足時に行われた。

### 路線データ
- 実延長 : 403.0 m[2]
- 起点：ほっとゆだ停車場[2]（ほっとゆだ駅）
- 終点：和賀郡西和賀町川尻[2]（国道107号交点）

## 歴史
- 大正時代 - 山伏川尻停車場線として県道に認定される。[要出典]
- 1959年（昭和34年）3月31日 - 陸中川尻停車場線として県道に認定される[3]。
- 2005年（平成17年）11月1日 - 路線名が陸中川尻停車場線からほっとゆだ停車場線に変更される[1]。

## 地理

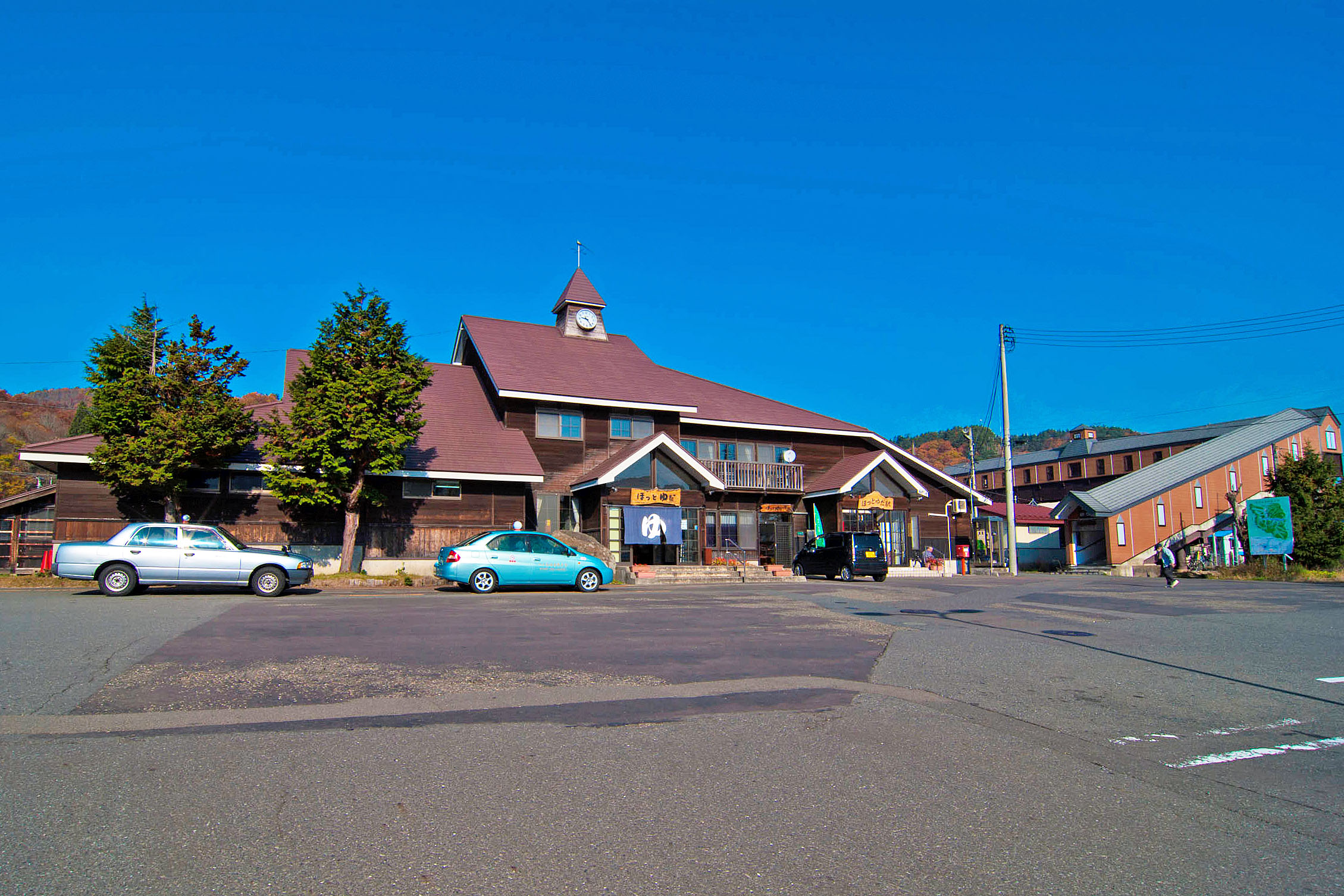
ほっとゆだ駅

### 交差する道路
- 岩手県道215号湯川温泉線（西和賀町川尻）
- 国道107号（西和賀町川尻、終点）

### 沿線の施設
- JR北上線 ほっとゆだ駅